# Конрад IV фон Вайнсберг
Конрад IV фон Вайнсберг (на немски: Konrad IV von Weinsberg; * пр. 1269; † 20 юли 1323) е господар на Вайнсберг и фогт на Долна Швабия.
Той е син на Конрад II фон Вайнсберг († 1264) и съпругата му Ирменгард фон Мюнценберг († пр. 1269), дъщеря на Улрих I фон Мюнценберг-Асенхайм-Драйайхенхайн-Зеехайм († сл. 1239) и Аделхайд фон Цигенхайн († 1226). Внук е на Енгелхард III Руфус фон Вайнсберг († 1242) и шенкин Луитгард фон Шюпф († сл. 1250). Брат е на Енгелхард V 'Млади', господар на Вайнсберг († сл. 1276), и на Юта, омъжена сл. 1259 г. за шенк Еберхард IV фон Ербах, господар на Михелщат († 22 април 1312).
Той резидира в замък Вайнсберг до град Вайнсберг.

## Фамилия
Конрад IV фон Вайнсберг се жени пр. 3 април 1284 г. за Луитгард фон Нойфен (* пр. 1277; † 13 юли 1299), дъщеря на Хайнрих II фон Нойфен († сл. 1275). Те имат децата:
- Вилд-Енгелхард († 1316), женен за Рихца фон Хоенлое-Вайкерсхайм († 4 февруари 1337 – 28 април 1337)
- Конрад V 'Млади' († 1328), женен I. пр. 5 януари 1315 г. за Аделхайд фон Ханау († 18 януари 1325), II. 1326 г. за Луитгард Райц фон Бройберг (* 1310; † сл. 1365)
- Конрад Енгелхард († пр. 30 септември 1334), провост във Вимпфен, капитулар в Шпайер и Вюрцбург
- Аделхайд († 7 априли 1342 – 4 август 1357), омъжена I. за граф Филип фон Льовенщайн († 13 септемвеи 1310), II. пр. 25 февруари 1312 г. за Улрих II пфандхер цу Ваксенберг, Хорнек, Захсенвар и Захсенфелд († 12 юли 1359)
- Мене († сл. 1315), монахиня в Лихтенщерн
- Мехтилд († 1332), омъжена пр. 3 април 1284 г. за Улрих I фон Хоенлое-Браунек-Халтенбергщетен († 1332)

Конрад IV фон Вайнсберг се жени втори път пр. 21 март 1311 г. за Агнес фон Хоенлое-Браунек-Браунек (* пр. 1305; † 23 май 1350), дъщеря на Готфрид фон Хоенлое-Браунек († 1312) и втората му съпруга Елизабет фон Кирбург († 1305). Те имат децата:
- Енгелхард VII († 1377), женен за шенкин Хедвиг фон Ербах-Ербах († сл. 1345)
- Енгелхард († сл. 1389), провост във Вимпфен, капитулар във Вюрцбург
- Енгелхард Конрад († 1335)
- Мехтилд 'Млада' († сл. 1359), омъжена пр. 1336 г. за Хайнрих фон Рехберг-Хойхлинген († ок. 1366)

- Замъкът Вайнсберг (1515)
- Замъкът Вайнсберг